# HAJIKE-YO!!
「HAJIKE-YO!!」는 2012년 2월 8일에 업프런트 워크스에서 발매된, 소라노 아오이(CV.키타하라 사야카)의 세 번째 싱글 곡이다.

## 개요
초회생산한정반, 통상반의 2종 릴리스이며, 초회생산한정반에는 DVD, 통상반에는 이나즈마 일레븐 GO 카드 게임 프로모 카드가 1종 부속되어 있다. 또, 초회생산한정반의 DVD의 내용은 프로모션 비디오 애니메이션의 엔딩 영상이다.

## 수록곡
(전작사 : mildsalt, 작곡가 : 키쿠야 토모키)

### 초회생산한정반
1. HAJIKE-YO!!
편곡 : 키쿠야 토모키
TV 애니메이션『이나즈마 일레븐 GO』 엔딩 테마
게임『이나즈마 일레븐 GO 샤인』 엔딩 테마
2. 애정·정열·열풍(愛情・情熱・熱風)
편곡 : 야마구치 아키히코
게임『이나즈마 일레븐 GO 다크』 엔딩 테마
3. 꿈의 덩어리(夢のかたまり)
편곡 : 키쿠야 토모키
4. HAJIKE-YO!! (Original Karaoke)
5. 애정·정열·열풍(愛情・情熱・熱風) (Original Karaoke)

### 통상반
1. HAJIKE-YO!!
2. 애정·정열·열풍(愛情・情熱・熱風)
3. HAJIKE-YO!! (Original Karaoke)
4. 애정·정열·열풍(愛情・情熱・熱風) (Original Karaoke)